# Royal Jordanian Falcons
Die Royal Jordanian Falcons (arabisch صقور الأردن الملكية, DMG Ṣuqūr al-Urdunn al-malakiyya, dt. übersetzt: Königlich Jordanische Falken) sind die offizielle Kunstflugstaffel der Jordanischen Luftstreitkräfte.
Die Staffel wurde am 7. November 1978 auf Geheiß des haschemitischen Königs Hussein bin Talal gegründet. Früher wurden Maschinen des Typs Pitts S-2A Special und Walter Extra EA300 verwendet. Im Jahr 2007 wurden die älteren EA300 durch die moderneren Walter Extra 300/L ersetzt. Eine Formation besteht üblicherweise aus vier Maschinen, wobei noch ein fünftes Flugzeug als Reserve bereitsteht.
Die Staffel war anfangs auf dem Flughafen Marka International bei Amman stationiert. Mittlerweile erfolgte ein Umzug zum Flughafen Akaba im Süden des Landes. Obwohl die Piloten aus der jordanischen Luftwaffe rekrutiert werden, gehören die Flugzeuge der Royal Jordanian Airlines, die auch die Wartung der Maschinen übernimmt. Die Kunstflugstaffel ist regelmäßig bei Veranstaltungen in Europa, Nordamerika, Asien und Nordafrika zu sehen.